# Maracaju (kommun)
Maracaju är en kommun i Brasilien.   Den ligger i delstaten Mato Grosso do Sul, i den södra delen av landet, 1 000 km sydväst om huvudstaden Brasília. Antalet invånare är 37 407.
Följande samhällen finns i Maracaju:
- Maracaju

Trakten runt Maracaju består till största delen av jordbruksmark. Runt Maracaju är det mycket glesbefolkat, med 6 invånare per kvadratkilometer.